# میلزوود، استرالیای جنوبی
میلزوود (به انگلیسی: Millswood) یک حومه شهر در استرالیا است که در استرالیای جنوبی واقع شده‌است.

## نگارخانه

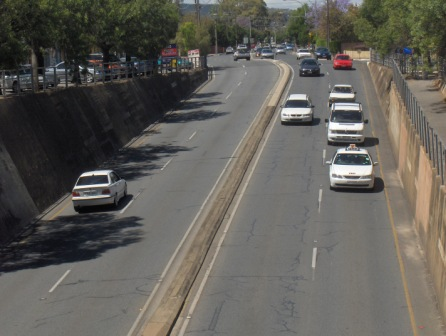
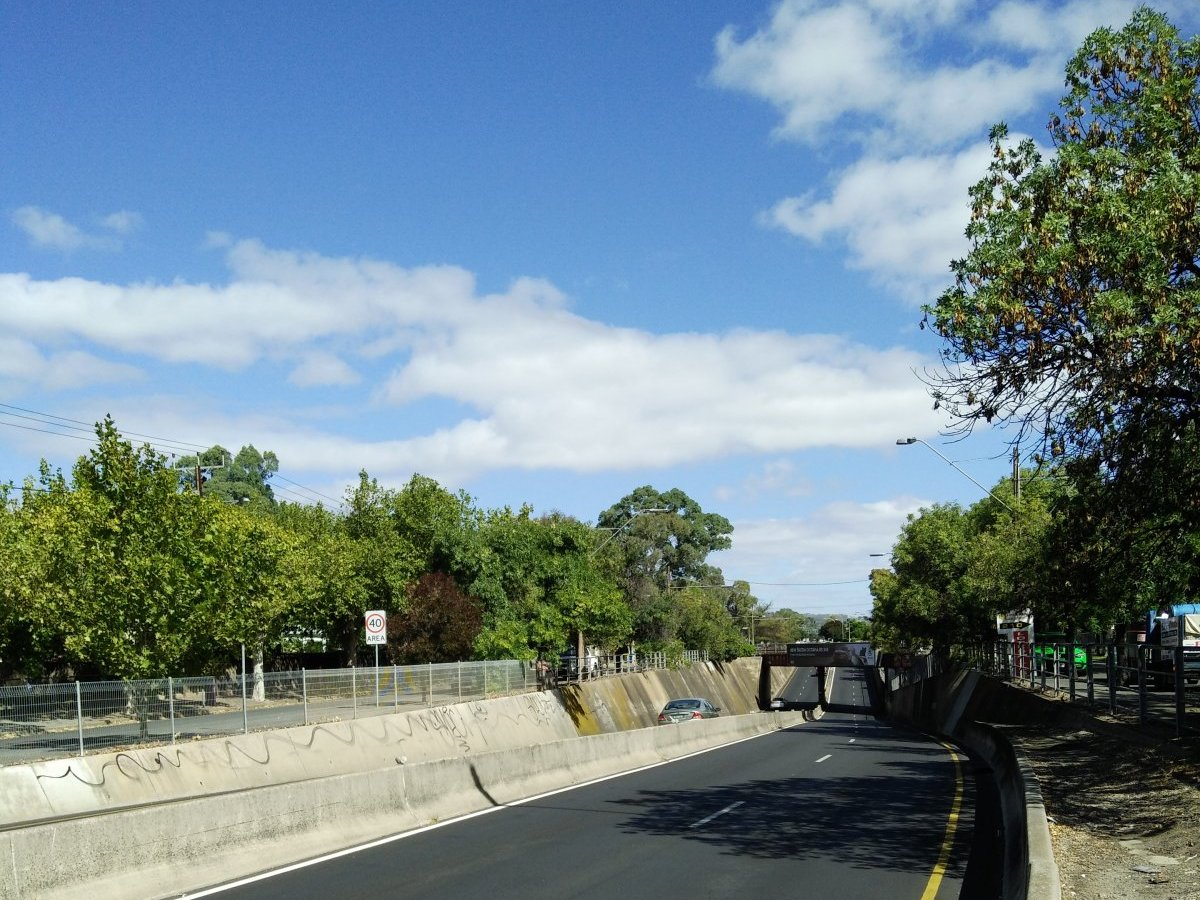
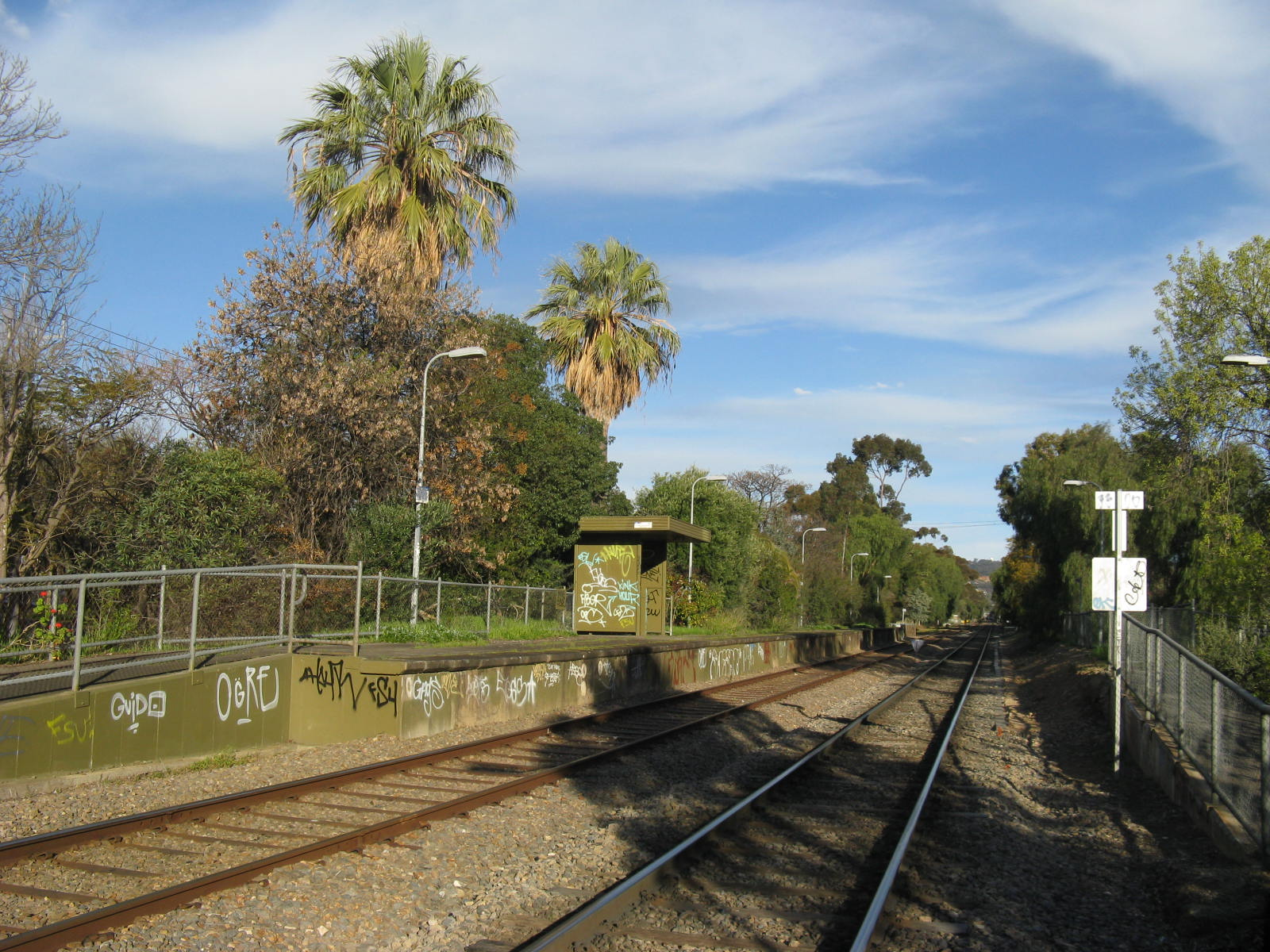
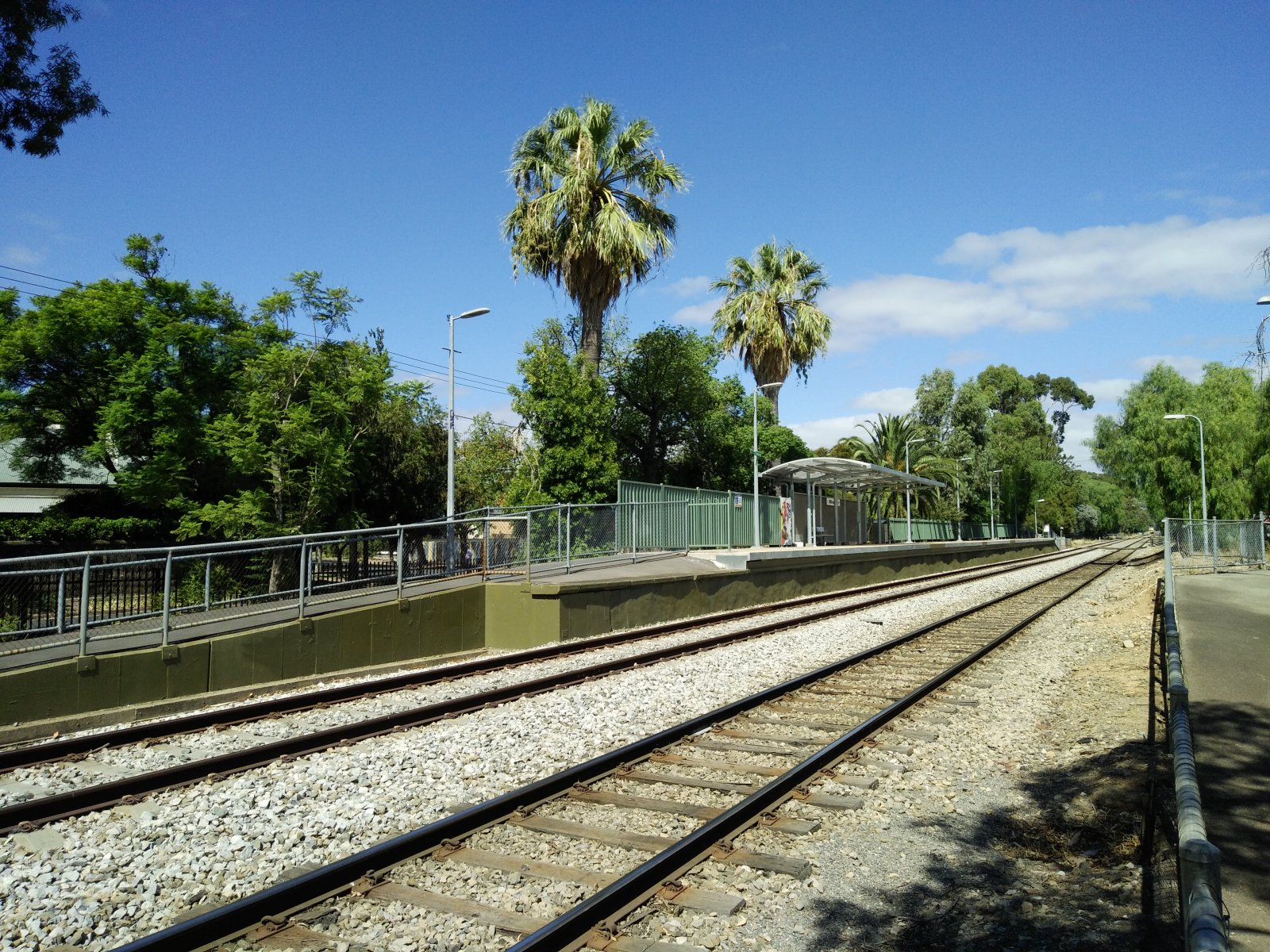